# Sandesund Station
Sandesund Station (Sandesund stasjon) er en tidligere jernbanestation, der ligger i Sandesund i Sarpsborg kommune på Østfoldbanens vestre linje i Norge. 
Stationen blev åbnet sammen med banen 2. januar 1879 under navnet Alvim men skiftede navn til Sannesund 16. februar 1881 og til Sandesund i april 1894. Stationen blev fjernstyret 3. december 1974 og gjort ubemandet 1. juni 1980. 29. maj 1983 blev den nedgraderet til fjernstyret station med krydsningsspor uden gods- eller persontrafik. Krydsningssporet er 742 meter langt. Stationsbygningen fra banens åbning var tegnet af Peter Andreas Blix og blev revet ned i 2006. Stationen ligger 106,6 km fra Oslo S.
Stationen havde tidligere en havnebane ved navn Alvimsporet til Borg Havn ved elven Glomma. Dele af den er lavet om til gang- og cykelsti, men Jernbaneverket havde ikke desto mindre registreret den som havneterminal så sent som i 2013.